# مدفیلد (ماساچوست)
مدفیلد(به انگلیسی: Medfield) شهرکی در شهرستان نورفولک ایالت ماساچوست می‌باشد که در سال ۱۶۵۱ بنیان‌گذاری شده‌است. این شهرک در سرشماری سال ۲۰۱۰ میلادی، ۱۲٬۰۲۴ نفر جمعیت داشته‌است.